# トマス・テイラー (初代ベクティヴ伯爵)

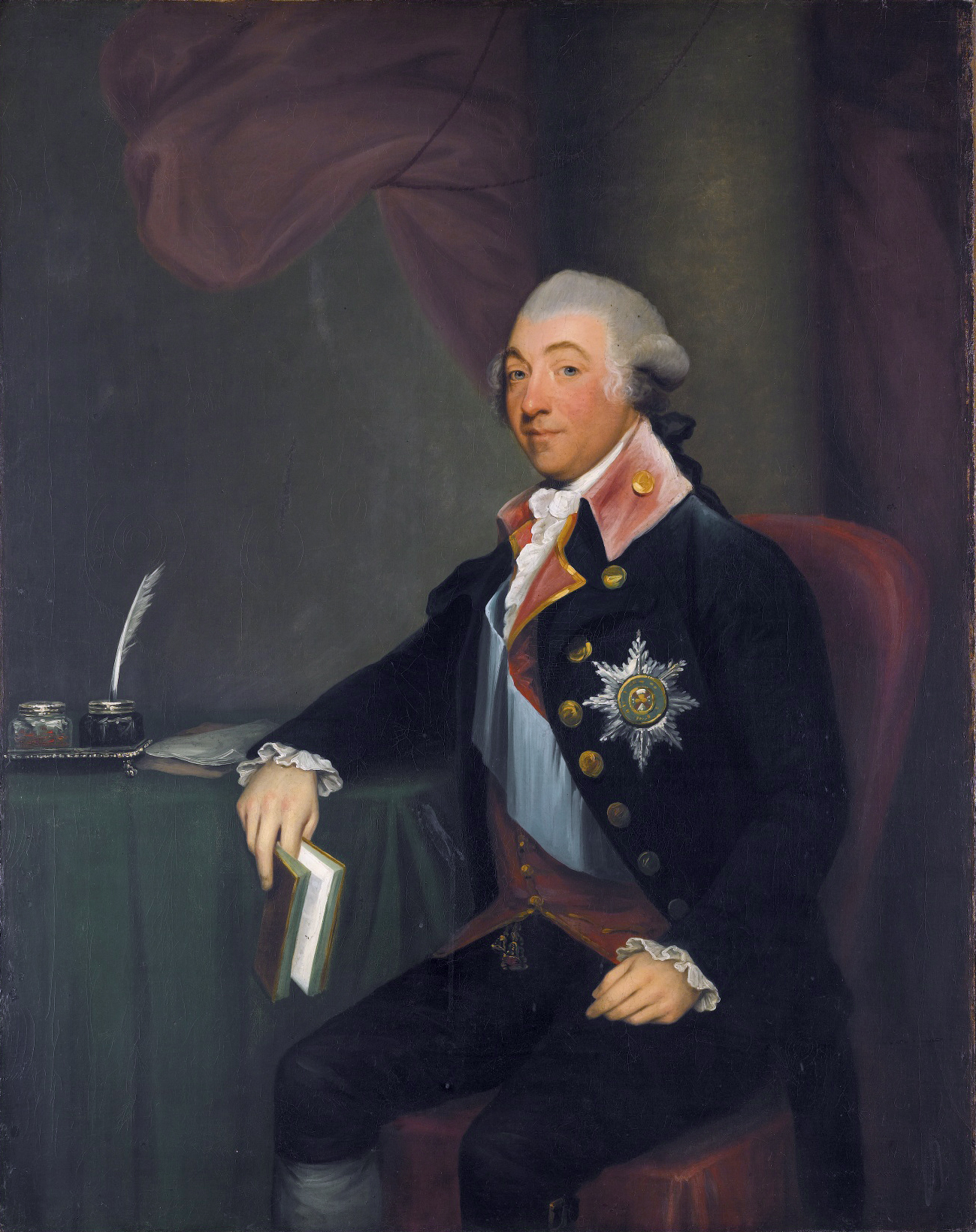
初代ベクティヴ伯爵、1783年以降。

初代ベクティヴ伯爵トマス・テイラー（英語: Thomas Taylour, 1st Earl of Bective KP PC (Ire)、1724年10月20日 – 1795年12月14日）は、アイルランド王国出身の政治家、貴族。姓はTaylor（テイラー）とも。

## 生涯
第2代準男爵サー・トマス・テイラーとメアリー・グラハム（Mary Graham、ジョン・グラハムの娘）の息子として、1724年10月20日に生まれた。
1747年から1760年までケルズ選挙区の代表としてアイルランド庶民院議員を、1756年にミーズ県長官を務めた。1757年10月に父から準男爵位を継承、1760年9月6日にアイルランド貴族であるミーズ県におけるヘッドフォートのヘッドフォード男爵に叙され、1761年10月22日にヘッドフォート男爵としてアイルランド貴族院議員に就任した。1762年4月12日に同じくアイルランド貴族であるミーズ県におけるヘッドフォートのヘッドフォート子爵に叙され、1766年10月24日に同じくアイルランド貴族であるミーズ県におけるベクティヴ城のベクティヴ伯爵に叙され、1767年10月20日にベクティヴ伯爵としてアイルランド貴族院議員に就任した。
1783年2月5日に聖パトリック勲章を授与され、聖パトリック騎士団最初の団員15名のうちの1名となった。1785年、アイルランド枢密院の枢密顧問官に任命された。
1795年12月14日に死去、息子トマスが爵位を継承した。

## 家族
1754年7月4日、ジェーン・ローリー（Jane Rowley、1818年6月25日没、ハーキュリーズ・ラングフォード・ローリーの娘）と結婚、5男2女をもうけた。
- トマス（1757年 – 1829年） - 第2代ベクティヴ伯爵、初代ヘッドフォート侯爵
- ハーキュリーズ・ラングフォード（英語版）（1759年 – 1790年） - アイルランド庶民院議員
- ロバート（1760年11月26日 – 1839年4月23日） - アイルランド庶民院議員
- クロットワーシー（1763年 – 1825年） - 初代ラングフォード男爵
- ヘンリー・エドワード（1768年11月13日 – 1852年6月7日） - 1807年2月10日、マリアン・セント・レジャー（Marianne St Leger、1859年3月22日没、リチャード・セント・レジャーの娘）と結婚、子供あり
- ヘンリエッタ（1838年没） - 1791年、シャンブレ・ブラバゾン・ポンソンビー・バーカー（Chambré Brabazon Ponsonby Barker）と結婚
- キャサリン - 生涯未婚